# Bob Haggart

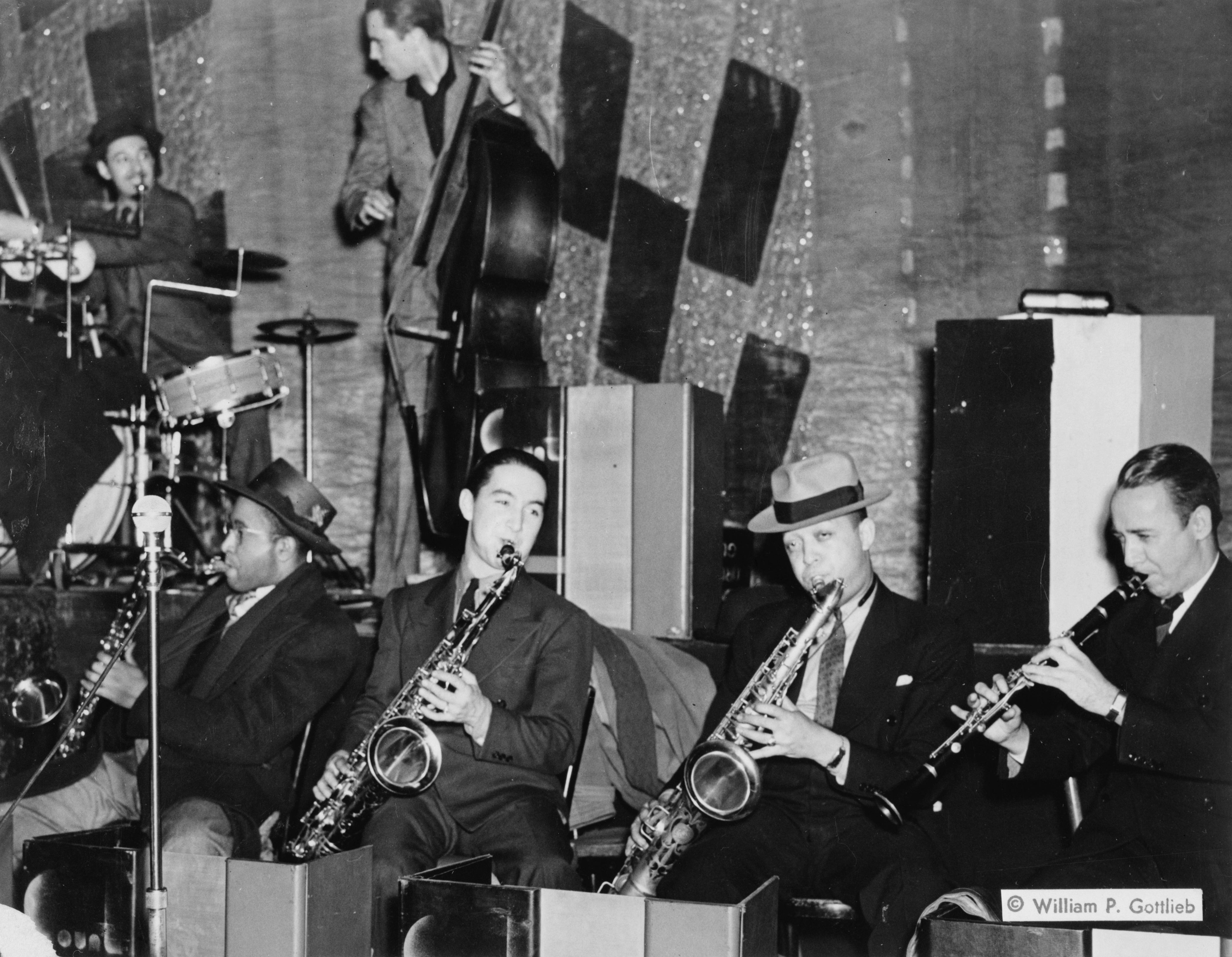
Ray Bauduc, Herschel Evans, Bob Haggart, Eddie Miller, Lester Young, Matty Matlock, no Howard Theatre, Washington D.C., EUA, 1941.
Fotografado por William P. Gottlieb

Robert Sherwood Haggart (Nova Iorque, NY, 13 de março de 1914 – Venice, Flórida, 2 de dezembro de 1998) foi um músico de jazz, baixista, compositor e arranjador norte-americano. Quando criança, Haggart aprendeu banjo, guitarra, piano e trompete. Mais tarde, ele era autodidata no baixo. Entre as décadas de 1935 e 1942, ele tocou como baixista na orquestra liderada por Bob Crosby.